# Соловей, Филипп Степанович
Филипп Степанович Соловей (3 июля 1903, Слуцкий район — 1977, Симферополь) — советский военнослужащий, пограничник, участник Великой Отечественной войны, партизан Крыма, командир Биюк-Онларскогопартизанского отряда, командир 5-й бригады Северного соединения. Награждён орденами и медалями. Проживал в Симферополе.

## Биография
Родился 3 июля 1903 года, в деревне Прощицы, Слуцкий район, Минская области, белорус. В рядах РККА с 1927 года, до войны служил в пограничных войсках НКВД СССР в Крыму, старший лейтенант. Член ВКП(б).
В период Великой Отечественной войны с 1 ноября 1941 года по 29 июня 1943 года командовал Биюк-Онларским партизанским отрядом 2-го партизанского района Крыма базировавшегося в зуйских и карасубазарских лесах. В августе 1941 года, в Биюк-Онларе начал формироваться партизанский отряд. В сентябре в нём насчитывалось 120 партизан (командир Ф. С. Соловей). В ноябре отряд пополнился членами Биюк-Онларского истребительного батальона и 108 бойцами и командирами Красной Армии, которые не смогли пробиться к Севастополю при отступлении. Отряд вырос до 228 человек. С ноября 1941 года по август 1942 года партизаны провели 61 боевую операцию, уничтожили 523 гитлеровца. В августе 1942 года в отряде осталось всего 50 человек и они влились в другие отряды.
Филипп Соловей был эвакуирован на Большую землю по воздуху, с 29 июня по 14 ноября 1943 года находился на излечении в госпитале в городе Краснодар. Вновь заброшен в Крым, с 15 ноября по 1 декабря 1943 года был командиром отряда, а с 1 декабря 1943 года по 20 апреля 1944 года командовал 5-й бригадой Крымского штаба партизанского движения (ЦОГ), комиссар Бабичев И. Я., которая после реорганизации в январе 1944 года вошла в Северное соединение партизан Крыма, присвоено звание майора.
В ходе Крымской наступательное операции подвижная группа Отдельной Приморской армии под командованием командира 227-й стрелковой дивизии Г. Н. Преображенского, 13 апреля 1944 года, совместно с 52-м мотоциклетным полком 4-го Украинского фронта при содействии 5-й партизанской бригады Северного соединения, командир Ф. С. Соловей, в результате стремительных действий с трех сторон разгромили крупную группировку противника и овладели городом Карасубазар (ныне Белогорск).
В боевой характеристике, наградных листах характеризуется как смелый, мужественный командир отряда, бригады, награждён орденами и медалями. Имел несколько ранений и контузию.
После войны проживал в Крыму в Симферополе, вёл патриотическую работу. Умер от разрыва сердца во время встречи со школьниками в 1977 году.

Могила Соловья на кладбище "Абдал" в Симферополе.

## Награды
Орден Красного знамени (24.10.1942), Орден Отечественной войны II степени, медаль «Партизану Отечественной войны» 1 степени, медаль «За оборону Севастополя», юбилейные медали.

## Семья
Брат — Семён Степанович Соловей — партизан Белоруссии, погиб во время войны.

## Память
Неизданные при жизни мемуары Ф. С. Соловья хранятся в собрании Государственного архива Республики Крым, фонд Ф-8417, д.82, и используются историками партизанского движения.